# Vallon-en-Sully
Vallon-en-Sully ist eine französische Gemeinde mit 1.468 Einwohnern (Stand 1. Januar 2022) in der Region Auvergne-Rhône-Alpes, im Département Allier, im Arrondissement Montluçon und im Kanton Huriel.

## Geographie
Vallon-en-Sully liegt am Cher und am Canal de Berry. Durch den Nordosten fließt der Aumance.

### Nachbargemeinden
Umgeben ist Vallon-en-Sully von den Nachbargemeinden Épineuil-le-Fleuriel im Norden, Meaulne im Nordosten, Le Brethon im Nordosten und Osten, Hérisson im Osten und Südosten, Haut-Bocage im Südosten und Süden, Nassigny im Süden, Chazemais im Südwesten, Saint-Désiré im Südwesten und Westen sowie Saint-Vitte im Westen.

## Geschichte

### Internierungslager Château de Frémont
Bei Christian Eggers findet sich ein Hinweis darauf, dass während des Westfeldzugs der deutschen Wehrmacht in Vallon ein Internierungslager existierte, das außerhalb der Vormarschwege der deutschen Truppen lag und deshalb bis zum Waffenstillstand von Compiègne (1940) keine Beachtung fand.

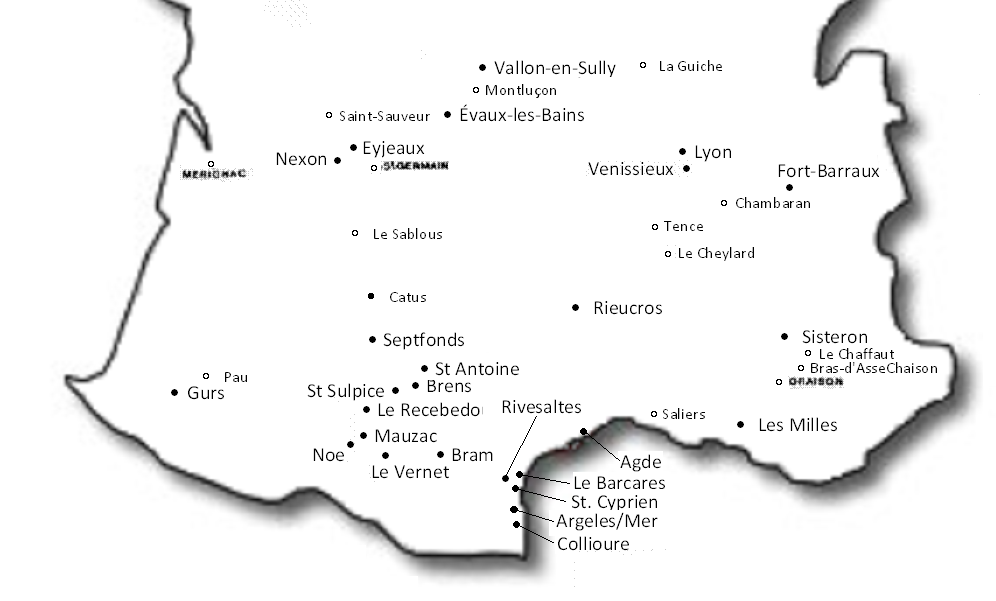
Internierungslager in Frankreich nach dem Spanischen Bürgerkrieg 1939

Bei diesem Lager handelte es sich um ein Centre de Rassemblement des Etrangers (CRE, Sammelstelle für Ausländer), in dem sogenannte feindliche Ausländer („Sujets ennemis“) auf behördliche Anweisung und ohne Gerichtsbeschluss („administratif“) festgehalten wurden.
Das im Mai 1940 im Château de Frémont eingerichtete CRE war der Nachfolger eines Lagers für Flüchtlinge aus dem Spanischen Bürgerkrieg, die nach der Retirada aus den überfüllten Lagern am Rande der Pyrenäen in nördlichere Landesteile verlegt worden waren.
Laut der FMD befanden sich am 28. Juli 1940 500 Internierte in dem Lager, in der Mehrzahl Juden. Es handelte sich um 200 Männer, 200 Frauen und 100 Kinder. Bis September 1940 verringerte sich die Zahl der Internierten auf 68 Deutsche. Wo sie untergebracht waren, ist nicht eindeutig belegt; die FMD erwähnt das Château, einen Bauernhof und eine Holzbaracke.
Wann dieses Lager aufgelöst wurde, ist nicht bekannt. Zugleich gibt es einen Hinweis darauf, dass in dem Schloss die Einheit 142 (oder ein Teil von ihr) der Groupes de Travailleurs Étrangers (GTE) stationiert war; von wann bis wann ist allerdings nicht belegt.

### Bevölkerungsentwicklung
| Jahr      | 1962 | 1968 | 1975 | 1982 | 1990 | 1999 | 2006 | 2012 | 2019 |
| Einwohner | 1745 | 1734 | 1677 | 1775 | 1809 | 1712 | 1728 | 1658 | 1538 |

## Verkehr
Durch die Gemeinde führt die Autoroute A71. Sie hat ferner einen Bahnhof an der Bahnstrecke Bourges–Miécaze.

## Sehenswürdigkeiten
- Kirche Saint-Blaise mit achteckigem Glockenturm aus dem 12. Jahrhundert, seit 1889 Monument historique
- Schloss La Lande aus dem 15. Jahrhundert
- Schloss Le Creux
- Schloss Les Prugnes
- Château de Frémont